# Andigena laminirostris
Andigena laminirostris là một loài chim trong họ Ramphastidae.

## Hình ảnh

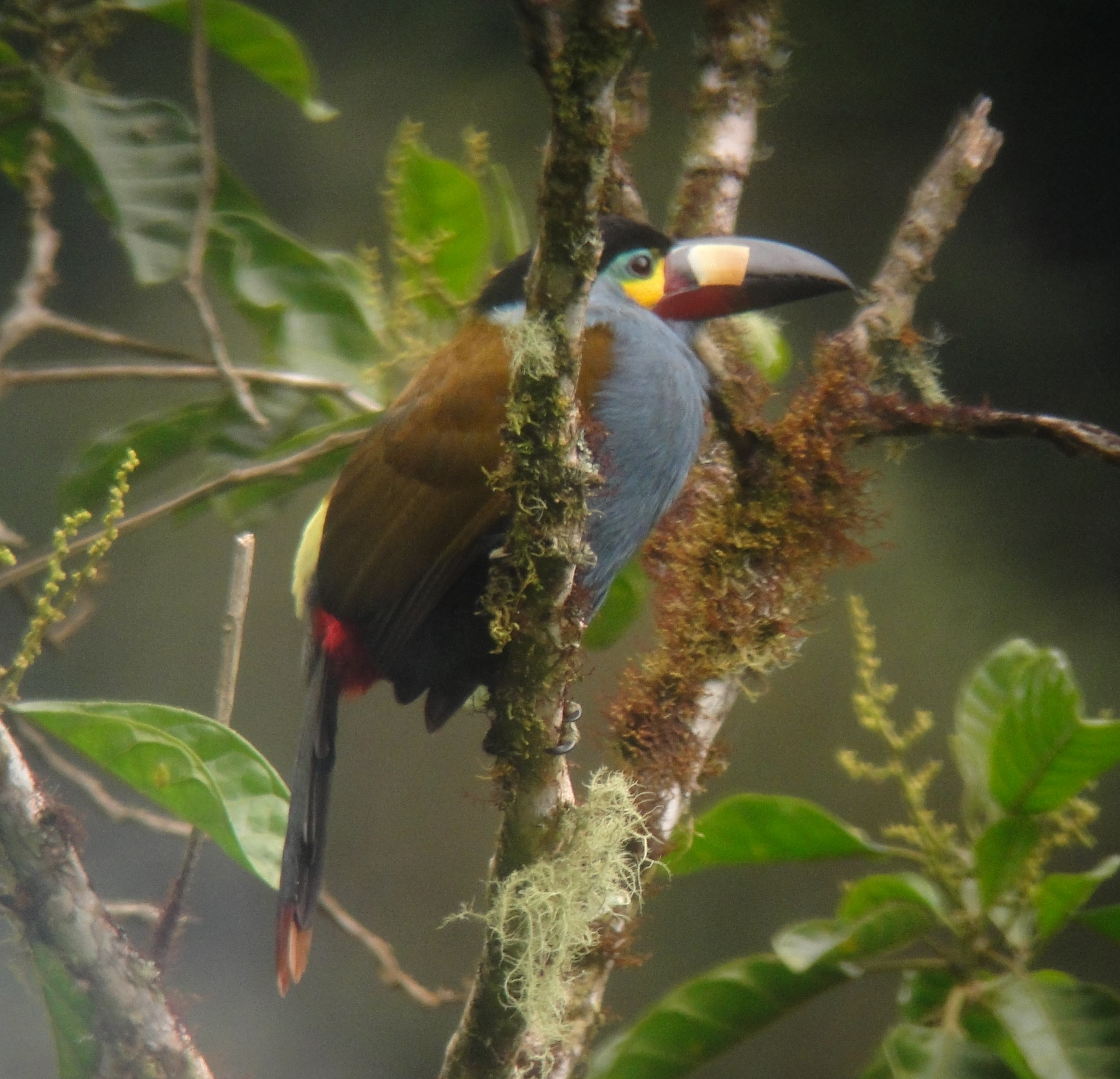
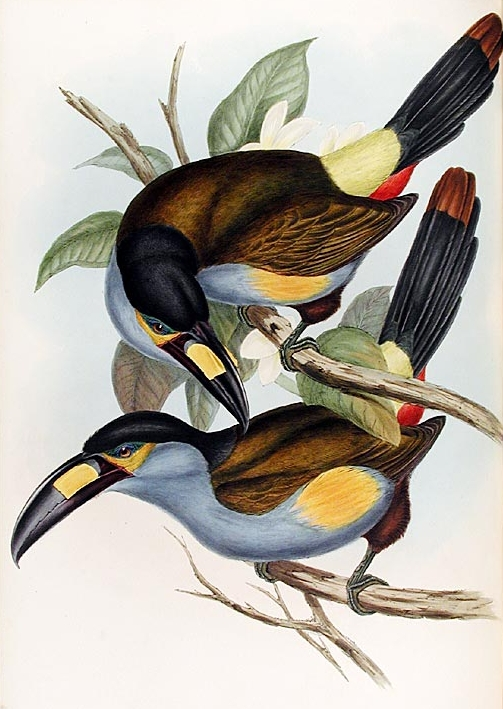
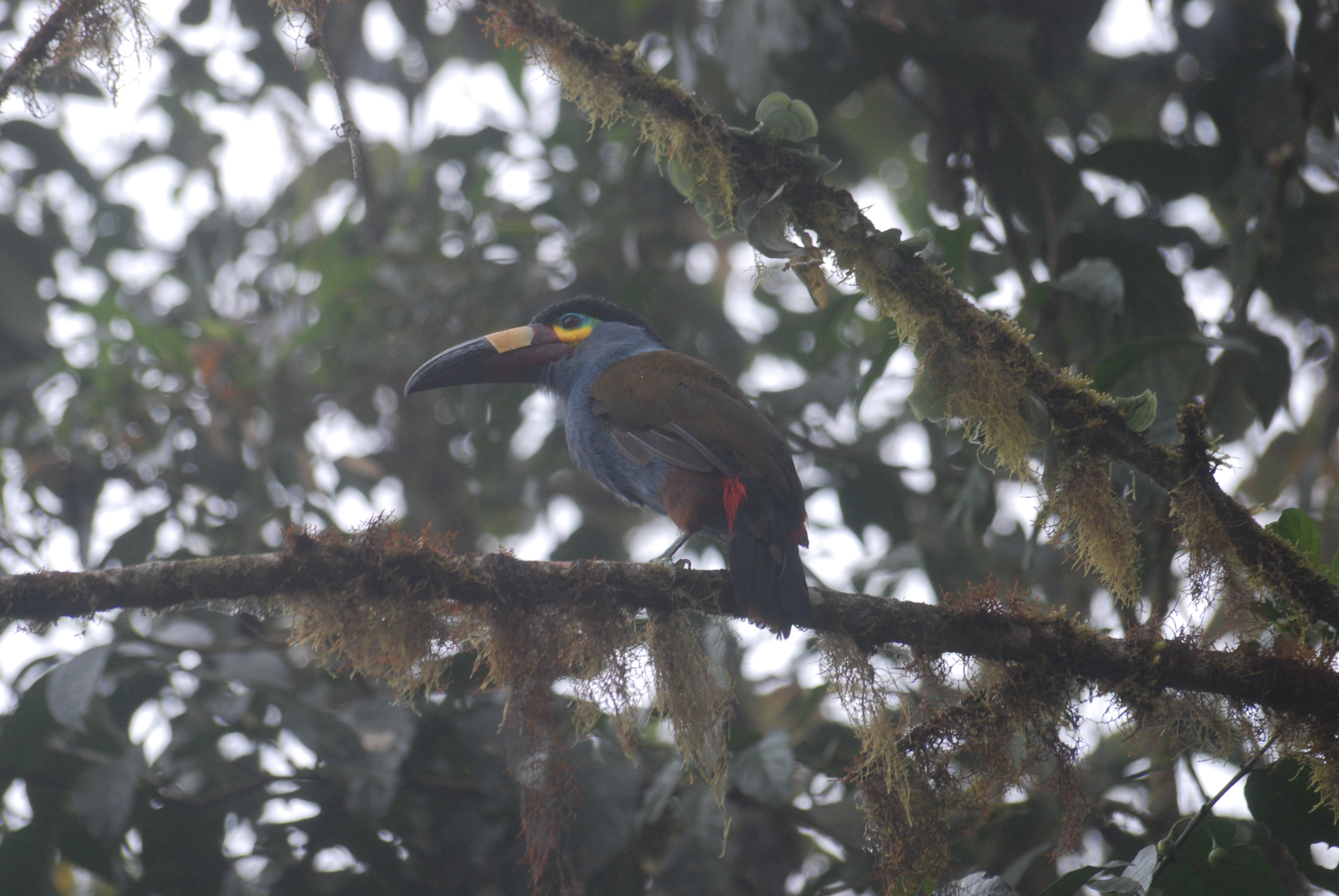
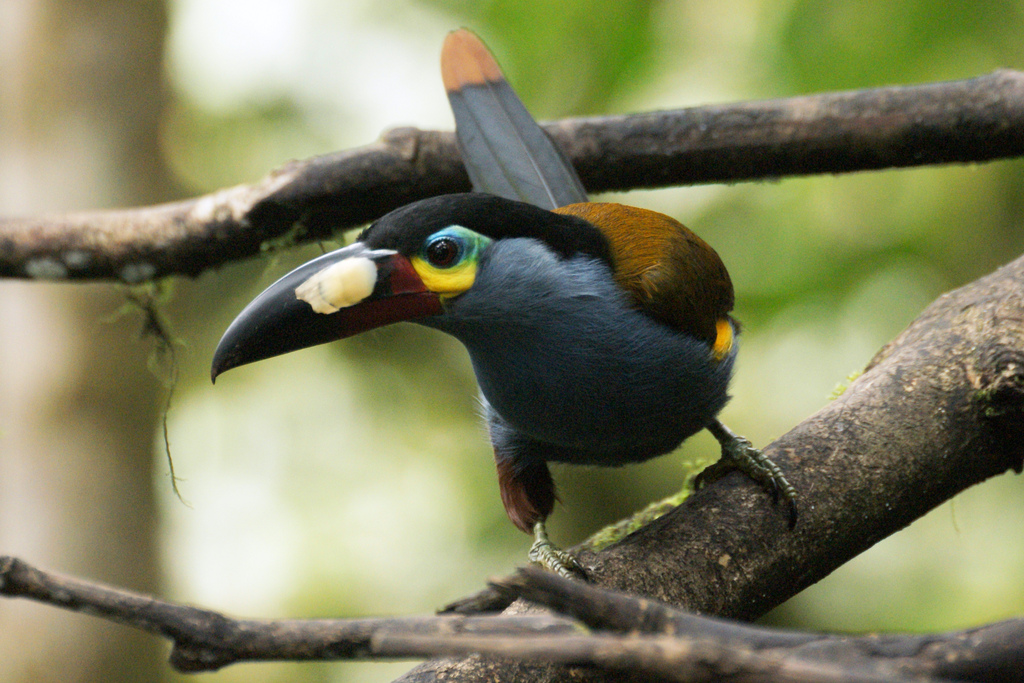